# Dolcedo
Dolcedo (ligur nyelven Mendàiga vagy Mendéga) egy olasz község Liguria régióban, Imperia megyében

## Földrajz

Dolcedo község Imperia megye térképén

A vele szomszédos települések Badalucco, Civezza, Imperia, Montalto Ligure, Pietrabruna, Prelà, Taggia és Vasia.

## Gazdaság
Legjelentősebb bevételi forrása a mezőgazdaság (oliva-és szőlőtermesztés).

## Fordítás
- Ez a szócikk részben vagy egészben  a   Dolcedo című olasz Wikipédia-szócikk fordításán alapul.  Az eredeti cikk szerkesztőit annak laptörténete sorolja fel. Ez a jelzés csupán a megfogalmazás eredetét és a szerzői jogokat jelzi, nem szolgál a cikkben szereplő információk forrásmegjelöléseként.